# Euastrum affine
Euastrum affine là một loài Song tinh tảo trong họ Desmidiaceae, thuộc chi Euastrum.